# Rudolf Korb
Rudolf Korb (* 31. März 1845 in Prag; † 29. August 1925 in Drum) war ein böhmischer Beamter und Naturschützer.

## Leben
Nach dem Schulbesuch in Prag studierte Rudolf Korb ab 1863 an der Karls-Universität Prag Rechtswissenschaft. Während des Studiums wurde er Mitglied im Corps Austria. Das Studium schloss er am 4. November 1869 mit der Promotion zum Dr. iur. ab. Danach war er von 1870 bis 1873 Verwaltungsbeamter in Wien. Er kehrte 1873 nach Prag zurück und war an der dortigen Statthalterei als Beamter tätig. Er wurde 1892 zum Bezirkshauptmann, 1902 zum Hofrat und 1913 zum Vizepräsidenten der Prager Statthalterei ernannt. Mit seinen Schriften war er ein Pionier des Naturschutzes im Königreich Böhmen.

## Werke
- Naturschutz, Prag 1921.
- Naturschutz und Landschaftsschutz, insbesondere für das Elbetal, Leitmeritz 1923.
- Das Beringen der Vögel, Leitmeritz 1923.
- Naturschutz im Erzgebirge, Wien 1923.
- Für die Krähen, Leitmeritz 1924.